# Deppea hintonii
Deppea hintonii är en måreväxtart som beskrevs av Arthur Allman Bullock. Deppea hintonii ingår i släktet Deppea och familjen måreväxter. Inga underarter finns listade i Catalogue of Life.